# Luna (La Union)
Luna is een gemeente in de Filipijnse provincie La Union in het noordwesten van het eiland Luzon. Bij de laatste census in 2007 had de gemeente ruim 35 duizend inwoners.

## Geografie

### Bestuurlijke indeling
Luna is onderverdeeld in de volgende 40 barangays:
| - Alcala - Ayaoan - Barangobong - Barrientos - Bungro - Buselbusel - Cabalitocan - Cantoria No. 1 - Cantoria No. 2 - Cantoria No. 3 - Cantoria No. 4 - Carisquis - Darigayos - Magallanes | - Magsiping - Mamay - Nagrebcan - Nalvo Norte - Nalvo Sur - Napaset - Oaqui No. 1 - Oaqui No. 2 - Oaqui No. 3 - Oaqui No. 4 - Pila - Pitpitac - Rimos No. 1 | - Rimos No. 2 - Rimos No. 3 - Rimos No. 4 - Rimos No. 5 - Rissing - Salcedo - Santo Domingo Norte - Santo Domingo Sur - Sucoc Norte - Sucoc Sur - Suyo - Tallaoen - Victoria |

## Demografie
Luna had bij de census van 2007 een inwoneraantal van 35.372 mensen. Dit zijn 3.113 mensen (9,7%) meer dan bij de vorige census van 2000. De gemiddelde jaarlijkse groei komt daarmee uit op 1,28%, hetgeen lager is dan het landelijk jaarlijks gemiddelde over deze periode (2,04%).